# Guje Palm
Guje Dagny Palm Ahlsell, född Gueje Dagny Palm 28 januari 1946 i Stockholm, är en svensk skådespelare. Hon är utbildad vid Statens scenskola i Göteborg.
Guje Palm är sedan 1979 gift med skådespelaren Puck Ahlsell.

## Filmografi
- 1986 – Gösta Berlings saga (TV-serie)
- 1989 – Sparvöga (TV-serie)
- 1991 – Villfarelser (TV-serie)
- 1993 – Blank päls och starka tassar (TV-serie)
- 1996 – Polisen och pyromanen (TV-serie)
- 1998 – Sagan om dansaren
- 1998 – Älskade Lotten (TV-serie)
- 1999 – Hem till byn (TV-serie)
- 2000 – Före stormen
- 2000 – Sjätte dagen (TV-serie)
- 2002 – Dieselråttor & sjömansmöss (TV-serie)
- 2003 – Ins Leben zurück
- 2003 – Solbacken Avd. E (TV-serie)
- 2003 – En ö i havet (TV-serie)
- 2004 – Lokalreportern (TV-serie)
- 2005 – Saltön (TV-serie)
- 2007 – Gynekologen i Askim (TV-serie)

## Teater

### Roller (ej komplett)
| År   | Roll       | Produktion                                            | Regi                | Teater                |
| ---- | ---------- | ----------------------------------------------------- | ------------------- | --------------------- |
| 1980 | Elsa       | Draken Jevgenij Sjvarts                               | Stefan Böhm         | Fria Proteatern       |
| 1981 |            | Balladen om Eulenspiegel Günther Weisenborn           | Jindra Puhony       | Fria Proteatern       |
| 1984 |            | Alkestis Euripides                                    | Martin Berggren     | Göteborgs stadsteater |
| 1989 | Elisabet I | Maria Stuart Per Olov Enquist                         | Gunilla Berg        | Göteborgs stadsteater |
| 1999 |            | Den europeiska kritcirkeln Bertolt Brecht             | Jasenko Selimović   | Göteborgs stadsteater |
| 2001 |            | Brand Henrik Ibsen                                    | Ole Anders Tandberg | Göteborgs stadsteater |
| 2001 |            | Tro, hopp och kärlek Ödön von Horváth                 | Olof Lindqvist      | Göteborgs stadsteater |
| 2003 |            | Bron Jan Tätte                                        | Jaanus Rohumaa      | Göteborgs stadsteater |
| 2004 | Mrs Myers  | Fame José Fernandez, Steve Margoshes och Jacques Levy | Hans Berndtsson     | Oscarsteatern         |
| 2005 |            | Hustruskolan Molière                                  | Daniel Benoin       | Göteborgs Stadsteater |
| 2005 |            | Ett drömspel August Strindberg                        | Etienne Glaser      | Göteborgs Stadsteater |
| 2006 |            | Rosens namn Umberto Eco                               | Jasenko Selimović   | Göteborgs Stadsteater |